# Chrysoexorista viridis
Chrysoexorista viridis är en tvåvingeart som beskrevs av Townsend 1915. Chrysoexorista viridis ingår i släktet Chrysoexorista och familjen parasitflugor.
Artens utbredningsområde är Peru. Inga underarter finns listade i Catalogue of Life.